# Spugna uretrale
La spugna uretrale è un cuscinetto spugnoso di tessuto localizzato nella parte inferiore dell'area genitale femminile. Posto contro l'osso iliaco e la parete vaginale, il tessuto circonda l'uretra.

## Funzioni
La spugna uretrale è composta da tessuto erettile; durante l'eccitazione sessuale viene gonfiata di sangue, comprimendo l'uretra, evitando così l'urinazione durante l'attività sessuale, allo stesso modo del muscolo pubococcigeo.

## Eiaculazione femminile
La spugna uretrale accoglie le ghiandole di Skene, le quali si ritengono essere coinvolte nell'eiaculazione femminile, anche se l'esistenza e la natura dell'eiaculazione femminile rimane oggetto di dibattito medico.

## Stimolazione sessuale
Nella spugna uretrale sono presenti varie terminazioni nervose, le quali possono essere stimolate tramite la parete frontale della vagina. Alcune donne provano più piacere, durante l'atto sessuale, nella posizione da dietro, proprio perché il pene spesso è leggermente inclinato verso il basso, e può stimolare la parete frontale della vagina, e quindi la spugna uretrale.

## Relazione con il punto G
Spesso, la spugna uretrale viene riconosciuta come il punto G, sebbene altri studiosi pensano che siano cose diverse. Alcune donne possono provare un piacere intenso dalla stimolazione della spugna uretrale, mentre altre possono provare una sensazione di irritazione. La spugna uretrale circonda anche il nervo clitorideo, e siccome questi sono strettamente interconnessi, la stimolazione del clitoride può stimolare anche le terminazioni nervose della spugna.
L'esistenza del punto G è stata comunque messa in dubbio da uno studio del King's College London. Tale studio coinvolse 1800 donne, le quali non hanno trovato prova del punto G, credenti nel fatto che possa essere solo una creazione fittizia, incoraggiata da riviste, terapie sessuali e/o suggestioni esterne.